# Schloss Cordès
Das Schloss Cordès (französisch Château de Cordès) steht 900 m hoch in der Gemeinde Orcival im Département Puy-de-Dôme in der französischen Region Auvergne-Rhône-Alpes. Es steht seit Juli 1926 als Monument historique unter Denkmalschutz.

## Geschichte
Im Jahre 1268 gehörte die damalige Burg zum Besitz von Wilhelm von Chalus (französisch Guillaume de Chalus). Fast 400 Jahre lang blieb sie im Besitz seiner Familie. Im Jahre 1659 wurde die Anlage an Emmanuel d’Allègre verkauft. Sein Sohn Yves d’Allègre, marquis de Tourzel, wurde 1724 Marschall von Frankreich. Unter seiner Herrschaft wurden die Gebäude renoviert, zu einem Schloss ausgebaut und erhielten ihr heutiges Aussehen. Die Gartenanlage wurde im Jahr 1695 von André Le Nôtre gestaltet. Als oberster Gartenarchitekt Ludwigs XIV. konzipierte er den Stil des französischen Barockgartens.
Schloss Cordès ist Schauplatz des Romans Le démon de midi von Paul Bourget aus dem Jahr 1914.

## Architektur

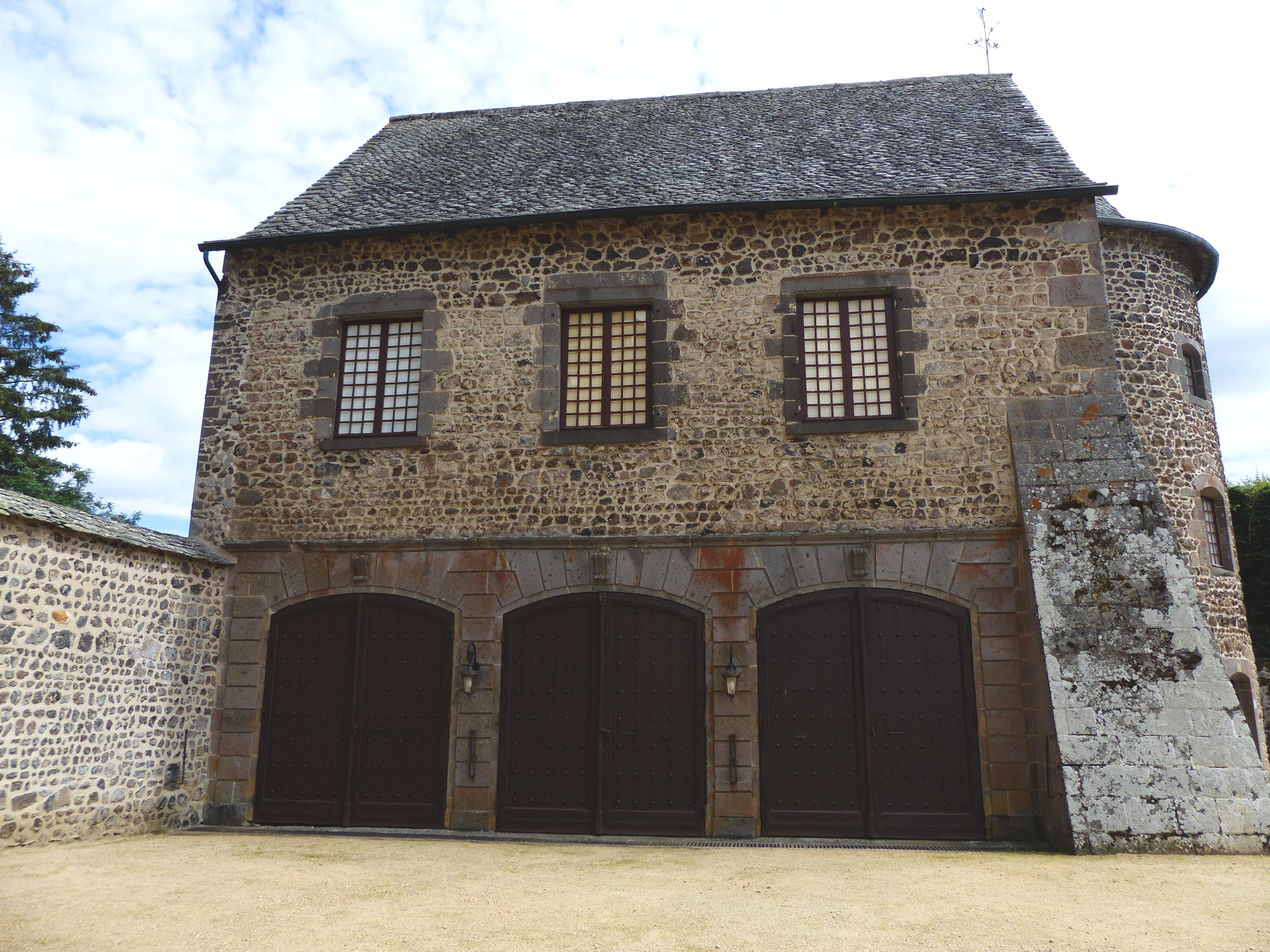
Das Gebäude der Garagen im Osten des Ehrenhofs

Die Außenfassade der Sioulet-Seite ist mit Pechnasen geschmückt.
Im Inneren ist ein Retabel aus Carrara-Marmor aus dem 16. Jahrhundert und eine liegende Statue von Yves II d’Allègre (Begleiter von Bayard) zu bewundern.
Die Innenausstattung besteht aus Stuck, bemaltem Holz, Steinkamine und Terrakottafliesen.
Das Wohnzimmer ist mit Gipsstukkaturen aus dem 18. Jahrhundert verziert.
Das Schloss wurde am 20. November 1933 zum Monument historique erklärt. Die Erklärung umfasst im Erdgeschoss die Kapelle und die Louis XV Lounge sowie den Haupthof und den französischen Park mit all seinen Laubengängen.

## Park und Garten

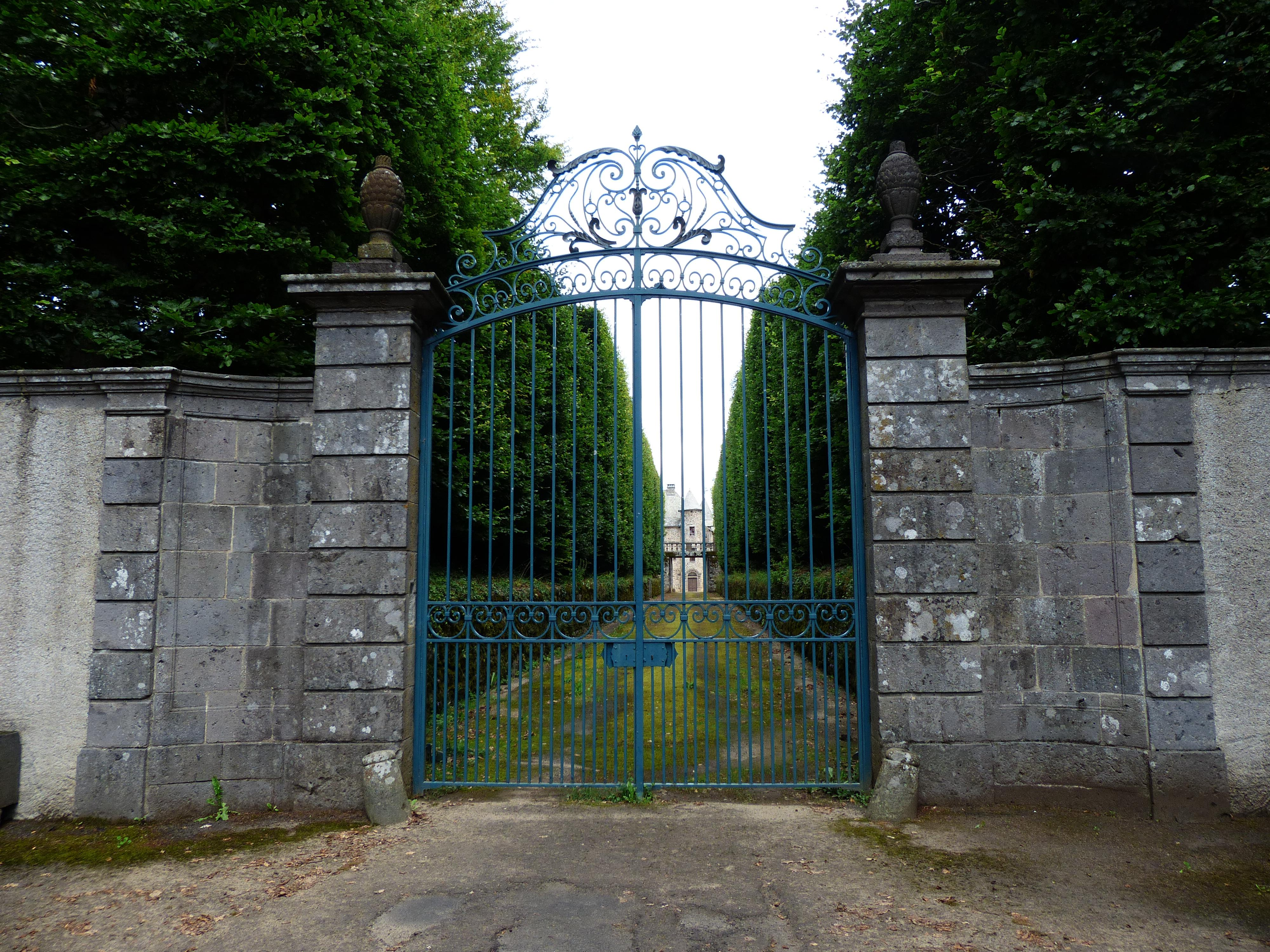
Gitter am Eingang mit anschließender Allee aus Hagebuchen

Der Park liegt vor dem Schloss. Park und Gärten bestehen aus Rosengärten und Laubengänge, die 1695 von Le Nôtre entworfen wurden.
Die Liegenschaft, die Schlossmauer, Gartenanlagen, Eingangsterrasse, Freitreppe, Allee, Teich und Küchengarten umfasst, wurde in das Verzeichnis der besonderen Gärten aufgenommen.